# Die drei Musketiere (2005)
Die drei Musketiere (D’Artagnan et les trois mousquetaires) ist ein französischer Abenteuerfilm/Miniserie in 2 Teilen von Pierre Aknine aus dem Jahr 2005. Er ist eine Verfilmung des Romans Die drei Musketiere von Alexandre Dumas dem Älteren.

## Handlung
D’Artagnan fährt nach Paris, um königlicher Musketier zu werden. Unterwegs lernt er Athos, Porthos und Aramis kennen. Er verliebt sich in Constance Bonacieux, einer Hofdame der Königin Anne.
Mylady Winter schmiedet eine Intrige mit dem Ziel der Bloßstellung der Königin Anne, die eine Affäre mit einem englischen Prinzen verbindet. Als der Prinz in Paris weilt, wird er von zehn maskierten Kämpfern unter der Führung von Mylady angegriffen. D’Artagnan verteidigt ihn erfolgreich. Da der Prinz nicht gefangen genommen werden konnte, muss Kardinal de Richelieu dem König gegenüber äußern, dass der Verdacht der Untreue der Königin grundlos sei. Er überredet den König jedoch, einen Ball zu Ehren der Königin zu organisieren. Auf dem Ball soll die Königin das Collier tragen, das der König ihr schenkte. Die Königin schenkte das Collier ihrem Liebhaber, der inzwischen nach England zurückkehrte.
Auf dem Hof der Kaserne der Musketiere werden die Namen der neu aufgenommenen Korpsmitglieder verlesen. D’Artagnan wird von seinen Freunden getröstet – für den Fall, dass sein Name nicht verlesen werden sollte. Sein Gerfalke setzt sich in der Nähe des die Namen verlesenden Offiziers. D’Artagnan lacht, kurz daraufhin fällt sein Name.
Als der König seiner Frau verkündet, dass er sie auf dem Ball mit dem Collier sehen will, lächelt sie. Kurz daraufhin wird sie ohnmächtig. Sie offenbart später Bonacieux, dass sie fürchte, vom Hof gejagt zu werden und in ein Kloster gehen zu müssen. Bonacieux bittet D’Artagnan um Hilfe.
D’Artagnan bittet seinen Kommandeur um zwei Wochen Urlaub, um das Collier für die Königin wiederzubeschaffen. Er eröffnet dem Offizier, dass im Fall seines Scheiterns der mächtigere Kardinal de Richelieu die Karrieren der Offiziere der königlichen Musketiere beenden könne.
D’Artagnan und seine Freunde brechen auf. Sie werden von den Soldaten des Kardinals verfolgt, die Athos, Porthos und Aramis aufhalten. Die Musketiere retten die Ehre der Königin.

## Kritiken
Das Lexikon des internationalen Films schrieb: „Die überwiegend werkgetreue Verfilmung des Romans meidet die heiteren Aspekte früherer Adaptionen weitgehend und will durch den leichten „Mystery-Touch“ der Geschichte um Lady De Winter sowie durch Kampfszenen à la „Matrix“ heutigem Geschmack entgegenkommen.“
Die Website www.zelluloid.de lobte die „aufwändige“ Inszenierung sowie die „hochkarätige“ Rollenbesetzung.
Auf VideoWoche.de hieß es: „Etwas gewöhnungsbedürftiger TV-Zweiteiler, der als Zutat neben Alexandre Dumas' Klassiker noch eine gehörige Portion Schwarze Magie in Gestalt der besessenen Mylady De Winter bereithält. Hat man das erstmal akzeptiert gibt Emmanuelle Béart die böse Intrigantin durchaus annehmbar. Von deutscher Seite greift Heino Ferch als Athos zum Degen.“
Die Website www.cineastentreff.de schrieb: „Regisseur und Co-Autor Pierre Aknine hat mit seiner Version der „Drei Musketiere“ 2004 ein fesselndes Werk geschaffen, das den Zuschauer mit den atemberaubenden Landschaftsaufnahmen, der Ausstattung und den zeitgemäßen Kostümen in genau die richtige Stimmung versetzt. Die Atmosphäre der DVD tut ihr Übriges: Die in Historienepen übliche pompöse Musik jagt einem Gänsehaut über den Körper. Die klirrenden Schwerter bei Kämpfen und die Hufe der trabenden Pferde schaffen einen effektreichen Sound. Die echt wirkenden Farben der Bilder sowie Kontrast- und Schärfewerte erreichen gehobene TV-Qualität.“

## Hintergrund
Der Film wurde in England, Tschechien, Frankreich und Montreal (Kanada) gedreht. Seine Premiere erfolgte am 22. Januar in der französischsprachigen Schweiz, am 6. Februar 2005 in Belgien sowie am 14. Februar 2005 im französischen Fernsehen.
Im Original ein zweiteiliger Fernsehfilm mit insgesamt etwa 180 Minuten Laufzeit, lief im deutschen Fernsehen beim ZDF nur eine stark gekürzte einteilige Version. Am 29. Dezember 2023 wurde er – nach über 18 Jahren – erstmals im deutschsprachigen Fernsehen (MDR) als zweiteiliger Fernsehfilm in voller Länge gezeigt.
Koproduzenten des Films waren ZDF und ORF.